# Tonight's Decision
Tonight's Decision är Katatonias fjärde fullängdsalbum, utgivet den 31 augusti 1999 av Peaceville Records.
Albumet har återutgivits två gånger efter 1999, den första återutgåvan kom, 2003, i en begränsad digipack-version med två stycken bonusspår. Den andra återutgåvan kom, 26 november 2007, i en begränsad dubbel vinyl-version med gatefold, den innehåller också de två bonusspåren som kom med den första återutgåvan. Vinyl-versionen är begränsad till 1500 exemplar. Anders Nyström komponerade all musik utom spår 10. Jonas Renkse skrev alla låttexter utom spår 10.

## Låtförteckning
1. "For My Demons" - 5:47
2. "I Am Nothing" - 4:37
3. "In Death, a Song" - 4:51
4. "Had To (Leave)" - 6:03
5. "This Punishment" - 2:46
6. "Right Into the Bliss" - 5:04
7. "No Good Can Come of This" - 4:24
8. "Strained" - 4:15
9. "A Darkness Coming" - 5:01
10. "Nightmares by the Sea" - 4:15 (Jeff Buckley cover)
11. "Black Session" - 7:01

### Bonusspår på digipack- och Vinyl-återutgåvan
1. "No Devotion" - 4:48
2. "Fractured" - 5:54

## Banduppsättning
- Jonas Renkse - sång, bakgrundssång, låttexter
- Anders Nyström - gitarr, keyboard, bakgrundssång, musikskriveri
- Fred Norrman - gitarr, bas
- Dan Swanö - trummor

### Medverkande
- Travis Smith - design
- Mikael Åkerfeldt - producent (sång)
- Joakim Petterson ljudtekniker
- Tomas Skogsberg - ljudtekniker
- Mia Lorentzson mastering
- Camilla Af Geijerstam - foto (band)
- Martin Bencik - (Desert Photography Assistant)
- Brad Gilson Jr. - (Empty Chairs)